# خورشیدگرفتگی ۱۴ اکتبر ۲۰۲۳
خورشیدگرفتگی ۱۴ اکتبر ۲۰۲۳ (به انگلیسی: Solar eclipse of October 14, 2023) یک خورشیدگرفتگی از نوع خورشیدگرفتگی حلقه‌ای است. این خورشیدگرفتگی در تاریخ ۱۴ اکتبر ۲۰۲۳ میلادی (‎۲۲ مهر ۱۴۰۲ خورشیدی) روی خواهد داد که زمان اوج آن، ساعت ۱۸:۰۰:۴۱ به‌وقت ساعت هماهنگ جهانی است. مدت زمان و طول این خورشیدگرفتگی ۵ دقیقه و ۱۷ ثانیه خواهد بود.